# Jarrett Hart
Jarrett Albert Hart (* 4. November 1980 in Wandsworth, Greater London) ist ein britischer Basketballspieler. Hart wuchs in Arkansas auf und besitzt die US-amerikanische Staatsbürgerschaft. Nach dem Studienende in den USA wurde Hart Profi in Europa und spielte in verschiedenen Ländern. Seit 2006 spielt er für verschiedene griechische und zyprische Vereine, zuletzt seit 2012 für Athletiki Enosi Kitiou aus Larnaka. 2009 nahm er mit der britischen Nationalmannschaft an der EM-Endrunde 2009 teil.

## Karriere

### Jugend und College (bis 2004)
Hart ging in Little Rock zur Schule und gewann zusammen mit dem späteren NBA-All-Star Joe Johnson in der Basketballmannschaft der Little Rock Central High School 1999 die Staatsmeisterschaften von Arkansas. Anschließend ging er an die University of Oklahoma und spielte für das Hochschulteam Sooners in der Big 12 Conference der NCAA Division I. Eine Nierenverletzung und ein Todesfall in der Familie führten dazu, dass er sich bei den Sooners nicht durchsetzen konnte und Hart zog es nach einem Jahr vor, zunächst einmal in seine Heimat Arkansas zurückzukehren und sich bei der University of Arkansas – Fort Smith einzuschreiben. Dort spielte er für das Hochschulteam Lions in der National Junior College Athletic Association (NJCAA), in der er zu den landesweit besten Spielern (All-American) dieser Liga gehörte. Durch seine Leistungen bekam er nach zwei Jahren auch wieder die Möglichkeit, für eine Hochschulmannschaft der NCAA Division I zu spielen und Hart wechselte 2002 an die Kansas State University. Deren Hochschulmannschaft Wildcats, die in der gleichen Conference wie die Oklahoma Sooners spielen, gehört zu den erfolgreichsten Basketballmannschaften der NCAA, wenngleich ihnen zwischen 1996 und 2008 keine Qualifikation für die landesweite Endrunde der NCAA gelang, so dass auch Hart nie ein Spiel im March Madness absolvierte.

### Kurzzeitverträge in Europa (2004 bis 2006)
Hart bekam 2004 einen Vertrag beim kroatischen Pokalsieger aus Šibenik. Nach Weihnachten wechselte er den Verein und ging in die israelische Ligat ha’Al zu Maccabi in Givat Schmuel. Nach Saisonende verließ Hart den Verein wieder und absolvierte zu Beginn der Saison 2005/06 sieben Spiele beim BBC aus dem schweizerischen Nyon. Nachdem sich zum Jahreswechsel ein Engagement in der italienischen LegADue wegen Rückenbeschwerden zerschlug, konnte sich Hart zum Saisonende noch beim ungarischen Erstligisten ZTE aus Zalaegerszeg auszeichnen.

### Engagements in Griechenland und Zypern (seit 2006)
2006 bekam Hart einen Vertrag in der griechischen A2 Ethniki bei Kolossos aus Rhodos und spielte die komplette Spielzeit 2006/07 mit diesem Verein, mit dem er am Ende der Spielzeit in die oberste Spielklasse A1 Ethniki aufstieg. Für die folgende Spielzeit wechselte er nach Zypern, wo er für Keravnos aus Nikosia die folgenden drei Jahre spielte. Gleich in seiner ersten Spielzeit gewann man 2008 die zyprische Meisterschaft. In der folgenden Saison schied man im europäischen Vereinswettbewerb EuroChallenge, in dem der zyprische Verein AEL Limassol im Vorjahr das Final Four erreicht und ausgerichtet hatte, nach nur einem Sieg, der zuhause gegen den deutschen Vertreter Telekom Baskets Bonn erfolgte, in sechs Spielen in der Vorrunde aus. In der zyprischen Meisterschaft verlor man die Finalserie gegen die Basketballmannschaft des lokalen Rivalen APOEL Nikosia. Im Sommer 2009 nahm Hart mit der britischen Nationalmannschaft erstmals an einer EM-Endrunde teil. Nach drei Niederlagen gegen die späteren Halbfinalisten Slowenien, Spanien und Serbien schied man jedoch bereits in der ersten Gruppenphase aus. In der folgenden Saison schied Keravnos bereits im Halbfinale der Meisterschaft aus und Hart verließ den Verein. Zu Beginn der Saison 2010/11 plante er ein Engagement bei den Beijing Aoshen, die in der ABA spielen, spielte dann jedoch für die traditionsreiche Basketballmannschaft von AEK Athen. AEK Athen geriet jedoch nach dem Verlust von Sponsoren in schwere finanzielle und sportliche Fahrwasser und stieg am Ende der Saison aus der höchsten griechischen Liga ab. Hart konnte dem Verein wegen Verletzungsbeschwerden am Ende der Spielzeit nicht mehr helfen und verpasste so auch die EM-Endrunde 2011 mit der britischen Nationalmannschaft. Anfang 2012 hatte er dann ein Comeback wieder auf Zypern bei AEK Larnaka. Anhaltende Achillessehnenprobleme verhinderten aber eine Teilnahme mit der britischen Nationalmannschaft bei den Olympischen Spielen 2012 in seiner Geburtsstadt London.